# Макгрегор, Данкан
Данкан Макгрегор (англ. Duncan McGregor; 16 июля 1881 — 11 марта 1947) — новозеландский регбист и игрок в регбилиг, один из членов «Ориджинал Олл Блэкс». Известен по выступлениям в валлийском регбилиг-клубе «Мертир Тидфил», в дальнейшем занимался развитием регбилиг в Новой Зеландии.

## Биография
Родился 16 июля 1881 года в Каиапои. Отец — Александр Макгрегор, работник железнодорожной компании New Zealand Railways Department. Мать — Барбара Гудекс, уроженка немецкого города Кинденхайм, покинула Германию в 1866 году со своим братом Михаэлем и прибыла в Литтлон на корабле «Мермэйд» 5 января 1867 года.
Макгрегор начинал свою карьеру в команде региона Кентербери в 1900 году, когда ему было всего 19 лет. В 1902 году отметился 17 попытками в матче за клуб «Кентербери», а также двумя попытками за команду Южного острова в 10 встречах. 15 августа 1903 года дебютировал в сборной Новой Зеландии в тест-матче против Австралии во время турне новозеландцев по Австралии (победа 22:3 в Сиднее), отметился 11 попытками в турне. В 1904 году переехал в Петоуни, где стал игроком местного одноимённого клуба, а также играл за команды Веллингтона и Северного острова. В 1905 году попал в состав «Ориджинал Олл Блэкс», сыграл в тест-матче против сборной Англии и занёс четыре попытки (победа 15:0). Пресса прозвала его «Летучим Шотландцем» за скоростные качества. Всего Макгрегор провёл 59 официальных встреч по классическому регби и занёс 66 попыток. Участник игры 1905 года против Уэльса: в момент занесения Бобом Динсом попытки, которую не засчитал судья, находился ближе всего к Динсу. Набрал в матчах турне «Ориджинал Олл Блэкс» 50 очков.
В 1907 году Макгрегор перешёл в регби-13 (регбилиг), выступив в составе сборной Новой Зеландии во время турне 1907—1908 годов по Великобритании и Австралии. Он работал тренером защитников и менеджером всей команды, однако ограничился участием всего в одной игре из восьми тест-матчей, а всего сыграл 6 раз в разных встречах. После турне остался в Уэльсе, открыл магазин спортивных принадлежностей в Глостершире и играл за валлийский «Мертир Тидфил» в чемпионате Северного союза.
В 1912 году из-за травмы голеностопа завершил карьеру игрока и вернулся в Новую Зеландию. Позже работал судьёй на матчах по регбилиг и тренером-селекционером. В 1920 году стал пожизненным членом Регбилиг Новой Зеландии — управляющей организацией в стране. Скончался 11 марта 1947 года в Тимару, там же и похоронен.